# NGC 3500
NGC 3500 — галактика в созвездии Дракона. Открыта Уильямом Гершелем в 1801 году.
Этот объект входит в число перечисленных в оригинальной редакции «Нового общего каталога». В ночь 2 апреля 1801 года Гершель открыл некоторое количество объектов, но для всех из них в координатах были большие систематические ошибки, в том числе и для NGC 3500. Гершель описывал этот объект как «двойную туманность», но до сих пор неизвестно, какой объект Гершель действительно наблюдал. Возможно, NGC 3500 является несуществующим или потерянным объектом.

## Варианты идентификации

### UGC 6056
Это галактика, которая имеет и другое обозначение в «Новом общем каталоге», NGC 3465. В 2004 году в ней наблюдалась сверхновая. Галактика может соответствовать описанию как «двойной туманности», если считать, что Гершель принял звезду в 40 секундах дуги к юго-востоку от галактики за незвёздный объект, но тогда он сделал и вторую ошибку, указав, что вторая часть туманности находится к северо-востоку, а не к юго-востоку.

### UGC 6090
Другой вариант идентификации — галактика UGC 6090, которая также находится вблизи указанных Гершелем координат, но рядом с ней нет ничего, что можно было бы принять за вторую часть туманности.